# Ovsik
Ovsik (stoklasa, lat. Bromus), rod trava smješten u vlastiti tribus Bromeae, dio je potporodice Pooideae. pripada mu preko 150 vrsta raširenih po svim kontinentima.
Na području Hrvatske postoji dvadesetak vrsta i podvrsta poljski ovsik (B. arvensis), krovni ovsik (B. tectorum) i drugi.

## Vrste
1. Bromus aegyptiacus Tausch
2. Bromus alopecuros Poir.
3. Bromus andringitrensis A.Camus
4. Bromus anomalus Rupr. ex E.Fourn.
5. Bromus araucanus Phil.
6. Bromus arenarius Labill.
7. Bromus aristatus (K.Koch) Steud.
8. Bromus arizonicus (Shear) Stebbins
9. Bromus armenus Boiss.
10. Bromus arrhenatheroides Baker
11. Bromus arvensis L., poljski ovsik
12. Bromus attenuatus Swallen
13. Bromus auleticus Trin. ex Nees
14. Bromus ayacuchensis Saarela & P.M.Peterson
15. Bromus benekenii (Lange) Trimen, Benekenov ovsik
16. Bromus berteroanus Colla
17. Bromus biebersteinii Roem. & Schult.
18. Bromus bikfayensis A.Camus & Gomb.
19. Bromus bonariensis Parodi & J.H.Camara
20. Bromus borianus H.Scholz
21. Bromus brachyantherus Döll
22. Bromus brachystachys Hornung
23. Bromus brevis Steud.
24. Bromus briziformis Fisch. & C.A.Mey.
25. Bromus bromoideus (Lej.) Crép.
26. Bromus cabrerensis C.Acedo & Llamas
27. Bromus carinatus Hook. & Arn.
28. Bromus catharticus Vahl, čisteći ovsik
29. Bromus cebadilla Steud.
30. Bromus ceramicus Ohwi
31. Bromus chrysopogon Viv.
32. Bromus ciliatus L.
33. Bromus coloratus Steud.
34. Bromus commutatus Schrad., zamijenjeni ovsik
35. Bromus confinis Nees ex Steud.
36. Bromus danthoniae Trin.
37. Bromus densus Swallen
38. Bromus diandrus Roth, dvoprašnički ovsik
39. Bromus dolichocarpus Wagnon
40. Bromus elidis H.Scholz
41. Bromus epilis Keng f.
42. Bromus erectus Huds., stoklasa uspravna, uspravni ovsik
43. Bromus exaltatus Bernh.
44. Bromus fasciculatus C.Presl
45. Bromus firmior (Nees) Stapf
46. Bromus flexuosus Planchuelo
47. Bromus formosanus Honda
48. Bromus frigidus Boiss. & Hausskn.
49. Bromus frondosus (Shear) Wooton & Standl.
50. Bromus gedrosianus Pénzes
51. Bromus gracillimus Bunge
52. Bromus grandis (Shear) Hitchc.
53. Bromus grossus Desf. ex DC.
54. Bromus gunckelii Matthei
55. Bromus haussknechtii Boiss.
56. Bromus himalaicus Stapf
57. Bromus hordeaceus L., stoklasa meka, trava klasača, mekani ovsik
58. Bromus induratus Hausskn. & Bornm.
59. Bromus inermis Leyss.,  tupi ovsik
60. Bromus insignis Buse
61. Bromus intermedius Guss.,  srednji ovsik
62. Bromus interruptus (Hack.) Druce
63. Bromus japonicus Houtt., japanski ovsik
64. Bromus kalmii A.Gray
65. Bromus koeieanus Melderis
66. Bromus kopetdagensis Drobow
67. Bromus laevipes Shear
68. Bromus lanatipes (Shear) Rydb.
69. Bromus lanatus Kunth
70. Bromus lanceolatus Roth, uskolisni ovsik
71. Bromus latiglumis (Shear) Hitchc.
72. Bromus lepidus Holmb.
73. Bromus leptoclados Nees
74. Bromus lithobius Trin.
75. Bromus macrocladus Boiss.
76. Bromus madritensis L., sredozemni ovsik, madridski ovsik
77. Bromus magnus Keng
78. Bromus mairei Hack. ex Hand.-Mazz.
79. Bromus mango É.Desv.
80. Bromus marginatus Nees ex Steud.
81. Bromus maritimus (Piper) Hitchc.
82. Bromus maroccanus Pau & Font Quer
83. Bromus modestus Renvoize
84. Bromus moellendorffianus (Asch. & Graebn.) Hayek
85. Bromus moesiacus Velen.
86. Bromus moeszii Pénzes
87. Bromus morrisonensis Honda
88. Bromus musadoghanii Yild.
89. Bromus natalensis Stapf
90. Bromus nepalensis Melderis
91. Bromus nervosus C.Acedo & Llamas
92. Bromus nottowayanus Fernald
93. Bromus orcuttianus Vasey
94. Bromus oxyodon Schrenk
95. Bromus pacificus Shear
96. Bromus pannonicus Kumm. & Sendtn., panonski ovsik
97. Bromus parodii Covas & Itria
98. Bromus paulsenii Hack.
99. Bromus pectinatus Thunb.
100. Bromus pellitus Hack.
101. Bromus pinetorum Swallen
102. Bromus pitensis Kunth
103. Bromus plurinodis Keng
104. Bromus polyanthus Scribn. ex Shear
105. Bromus porphyranthos Cope
106. Bromus porteri (Coult.) Nash
107. Bromus psammophilus P.M.Sm.
108. Bromus pseudobrachystachys H.Scholz
109. Bromus pseudolaevipes Wagnon
110. Bromus pseudoramosus Keng f. ex L.Liu
111. Bromus pseudosecalinus P.M.Sm.
112. Bromus pubescens Muhl. ex Willd.
113. Bromus pulchellus Fig. & De Not.
114. Bromus pumilio (Trin.) P.M.Sm.
115. Bromus pumpellianus Scribn.
116. Bromus racemosus L., grozdasti ovsik
117. Bromus ramosus Huds., razgranjeni ovsik
118. Bromus remotiflorus (Steud.) Ohwi
119. Bromus richardsonii Link
120. Bromus rigidus Roth, vlasnati ovsik
121. Bromus riparius Rehmann
122. Bromus rubens L.
123. Bromus salangensis Naderi
124. Bromus sclerophyllus Boiss.
125. Bromus scoparius L., zbijeni ovsik
126. Bromus scopulorum Chase
127. Bromus secalinus L., ražasti ovsik
128. Bromus segetum Kunth
129. Bromus setifolius J.Presl
130. Bromus sewerzowii Regel
131. Bromus sinensis Keng f.
132. Bromus sipyleus Boiss.
133. Bromus sitchensis Trin.
134. Bromus speciosus Nees
135. Bromus squarrosus L., stršeći ovsik
136. Bromus staintonii Melderis
137. Bromus stenostachyus Boiss.
138. Bromus sterilis L., neplodni ovsik
139. Bromus striatus Hitchc.
140. Bromus suksdorfii Vasey
141. Bromus sundaicus Ohwi
142. Bromus syriacus Boiss. & Blanche
143. Bromus tectorum L., krovni ovsik
144. Bromus texensis (Shear) Hitchc.
145. Bromus timorensis Veldkamp
146. Bromus tomentellus Boiss.
147. Bromus tomentosus Trin.
148. Bromus tunicatus Phil.
149. Bromus tyttholepis (Nevski) Nevski
150. Bromus variegatus M.Bieb.
151. Bromus villosissimus Hitchc.
152. Bromus vulgaris (Hook.) Shear
153. Bromus ×bolzeanus H.Scholz
154. Bromus ×brevieri Chass.
155. Bromus ×commutatojaponicus Nyár.
156. Bromus ×eburonensis (Nyman) K.Richt.
157. Bromus ×ferronii Mabille
158. Bromus ×fischeri Cugnac & A.Camus
159. Bromus ×granatensis A.Camus
160. Bromus ×guetrotii A.Camus
161. Bromus ×hannoverianus K.Richt.
162. Bromus ×husnotii A.Camus
163. Bromus ×laagei Cugnac & A.Camus
164. Bromus ×litvinovii Roshev. ex Nevski
165. Bromus ×robustus H.Scholz
166. Bromus ×rosettiae A.Camus
167. Bromus ×segoviensis A.Camus

## Sinonimi
- Anisantha K.Koch
- Avenaria Heist. ex Fabr.
- Boissiera Hochst. & Steud.
- Bromopsis (Dumort.) Fourr.
- Calliagrostis Ehrh.
- Ceratochloa P.Beauv.
- Euraphis (Trin.) Kuntze
- Forasaccus Bubani
- Genea (Dumort.) Dumort.
- Libertia Lej.
- Michelaria Dumort.
- Nevskiella V.I.Krecz. & Vved.
- Serrafalcus Parl.
- Stenofestuca (Honda) Nakai
- Triniusa Steud.
- Trisetobromus Nevski